# Подгорный (Майкопский район)
Подго́рный — посёлок в Майкопском муниципальном районе Республики Адыгея России.
Входит в состав Тимирязевского сельского поселения.

## История
Посёлок — бывший участок Майкопской опытной станции ВИР, образованной 28 марта 1930 года при непосредственном участии Н. И. Вавилова, на месте существующих участков Майкопского сортсемтреста. 

## Население
| 2002 | 2010 | 2013 | 2014 | 2015 | 2016 | 2017 |
| ---- | ---- | ---- | ---- | ---- | ---- | ---- |
| 117  | ↗121 | ↘116 | ↗119 | ↗121 | ↘119 | ↗127 |
| 2018 | 2019 | 2020 | 2021 | 2023 | 2024 |      |
| ↘117 | ↘109 | ↘102 | ↗104 | ↘77  | ↘72  |      |

### Национальный состав
По данным Всероссийской переписи населения 2021 года:
| Народ    | Численность, чел. | Доля от всего населения, % |
| -------- | ----------------- | -------------------------- |
| русские  | 86                | 82,69 %                    |
| украинцы | 7                 | 6,73 %                     |
| армяне   | 6                 | 5,77 %                     |
| адыги    | 4                 | 3,85 %                     |
| коми     | 1                 | 0,96 %                     |
| всего    | 104               | 100,0 %                    |

## Улицы
В посёлке имеется одна улица — Научная.